# Nhóm ngôn ngữ Galicia-Bồ Đào Nha
Nhóm ngôn ngữ Galicia-Bồ Đào Nha thuộc nhóm ngôn ngữ Iberia-Rôman. Chúng bao gồm các ngôn ngữ có nguồn gốc ở mạn tây của bán đảo Iberia:
- Tiếng Galicia (Tây Ban Nha)
  - Eonavia (Galicia-Asturias) (Tây Ban Nha)
- Tiếng Bồ Đào Nha (Bồ Đào Nha)
  - Judeo-Bồ Đào Nha (†) (toàn cầu)
- Tiếng Fala (Tây Ban Nha)

Tiếng Galicia-Bồ Đào Nha trước đây là nguồn gốc của nhóm này.

## Bảng so sánh
Bảng so sánh các ngôn ngữ của nhóm Galicia-Bồ Đào Nha và tiếng Latinh liên quan.
| Tiếng Latinh (ac.) | Tiếng Galicia-Bồ Đào Nha | Tiếng Bồ Đào Nha | Tiếng Galicia | Tiếng Eonavia          | Tiếng Fala | Tiếng Judeo-Bồ Đào Nha | Tiếng Tây Ban Nha |
| ------------------ | ------------------------ | ---------------- | ------------- | ---------------------- | ---------- | ---------------------- | ----------------- |
| altu(m)            | outo                     | alto             | alto          | alto                   | altu       | (...)                  | alto              |
| árbor(em)          | árvol                    | árvore           | árbore        | árbol (ant. árbole)    | arbole     | árvol                  | árbol             |
| asciata(m)         | aixada                   | enxada           | aixada        | eixada                 | essada     | (...)                  | azada             |
| áuru(m)            | ouro                     | ouro             | ouro          | ouro                   | ouro       | oro/oyro               | oro               |
| quáttuor(rum)      | quatro                   | quatro           | catro         | cuatro                 | cuatru     | kuatro                 | cuatro            |
| brácchiu(m)        | braço                    | braço            | brazo         | brazo                  | brazo      | braço                  | brazo             |
| cǽlu(m)            | ceo                      | ceu              | ceo           | cêlo                   | ceu        | ceo                    | cielo             |
| cláve(m)           | chave                    | chave            | chave         | chave                  | chavi      | zhave                  | llave             |
| cena (m)           | cẽa                      | ceia             | cea           | cía                    | cea        | çea                    | cena              |
| caballu (m)        | cavalo                   | cavalo           | cabalo        | cabalo/caballo         | cabalu     | kabalo                 | caballo           |
| dígitu(m)          | dedo                     | dedo             | dedo          | dido                   | deo        | dedo                   | dedo              |
| dubitā(m)          | dúbida/dulda             | dúvida           | dúbida        | débeda (ant. tb dolda) | dúbida     | divida                 | duda              |
| dúōs/duas          | dous/duas                | dois/duas        | dous/dúas     | dous/dúas              | dois /dúas | dous /dúas             | dos               |
| hómo ú hómine(m)   | home                     | homem            | home          | hòme                   | home       | home                   | hombre            |
| líbru(m)           | livro                    | livro            | libro         | libro/llibro           | libro      | libro                  | libro             |
| lūna(m)            | lũa                      | lua              | lúa           | lúa/llúa               | lua        | luah                   | luna              |
| lana(m)            | lãa                      | lã               | lá            | lá/llá (ant. lã/llã)   | lan        | laah                   | lana              |
| mānu(m)            | mão                      | mão              | man           | mao                    | man        | manym                  | mano              |
| multu(m)           | muito                    | muito            | moito         | muito                  | mutu       | muyto                  | mucho             |
| integru(m)         | enteiro                  | inteiro          | enteiro       | enteiro                | enteiro    | enteyro                | entero            |
| nócte(m)           | noite                    | noite            | noite         | noite                  | noiti      | noyte                  | noche             |
| péctu(m)           | peito                    | peito            | peito         | peito                  | peitu      | peyto                  | pecho             |
| planu (m)          | chão                     | chão             | chan          | chao                   | chau       | zhao                   | llano             |
| plenu (m)          | chẽo                     | cheio            | cheo          | chen/chío              | cheu       | zheo                   | lleno             |
| quī / quem         | quem                     | quem             | quen          | quèn                   | quen       | ken                    | quien             |
| súcu(m)            | çume                     | sumo             | zume          | zume                   | sumi       | çumo                   | zumo              |
| tabula (m)         | taboa                    | tábua            | táboa         | traba                  | táboa      | taboah                 | tabla             |
| parete(m)          | parede                   | parede           | parede        | parede                 | paréi      | parede                 | pared             |
| ūna(m)             | ũa                       | uma              | unha          | úa                     | üa         | üah                    | una               |
| cerasium           | cereija                  | cereja           | cereixa       | cereixa                | zereija    | (...)                  | cereza            |
| vétulu(m)          | vello                    | velho            | vello         | vèyo                   | vello      | velyo                  | viejo             |
| vicinnus(m)        | vezinno                  | vizinho          | veciño        | vecín/vecío            | vizinho    | vezino                 | vecino            |
| Tiếng Latinh       | Tiếng Galicia-Bồ Đào Nha | Tiếng Bồ Đào Nha | Tiếng Galicia | Tiếng Eonavia          | Tiếng Fala | Tiếng Judeo-Bồ Đào Nha | Tiếng Tây Ban Nha |